# Касьяненко, Фёдор Дмитриевич
Фёдор Дмитриевич Касьяненко — советский хозяйственный, государственный и политический деятель.

## Биография
Родился в 1928 году. Член КПСС с 1967 года.
С 1946 года — на хозяйственной, общественной и политической работе. В 1943—1988 гг. — колхозник, ученик школы фабрично-заводского обучения, токарь Харьковского тракторного завода, в Советской Армии, токарь инструментального цеха Харьковского тракторного завода имени Серго Орджоникидзе.
Избирался депутатом Верховного Совета СССР 8-го, 9-го и 10-го созывов от Харьковского городского избирательного округа Украинской ССР.

## Сочинения
- Касьяненко Федор Дмитриевич. Ответственность наставника. [Заметки токаря Харьк. тракт, з-да. Лит. запись 10. Вавилова]. — Молодой коммунист, 1976, No 6, с. 12 — 15.
- Касьяненко, Федор Дмитриевич. И числом, и умением [Текст] / Ф. Касьяненко. — Москва: Профиздат, 1976. — 80 с. ; 16 см. — 565400 экз.
- Касьяненко, Федор Дмитриевич. Мудрость и крылья [Текст] / Ф. Д. Касьяненко. — Харьков: Прапор, 1978. — 103 с. ; 17 см. — 3500 экз.
- Касьяненко, Федор Дмитриевич. Ударный ритм пятилетки: записки рабочего Харьковского тракторного завода / Москва: Профиздат, 1980 — 78 с.